# Řidičský průkaz

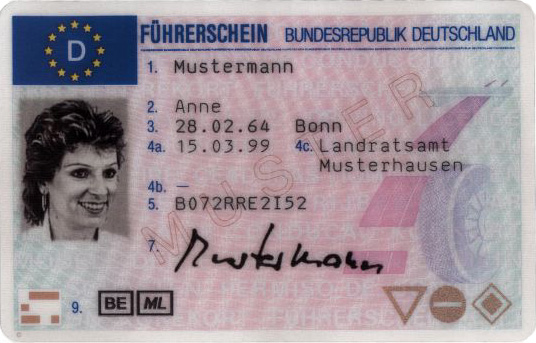
Řidičský průkaz dle norem Evropské unie

Řidičský průkaz je doklad, jímž se prokazuje řidičské oprávnění k řízení silničních vozidel, zejména motorových. K získání řidičského oprávnění je třeba absolvovat předepsaný výcvik završený zkouškou (viz článek Autoškola).

## Historie řidičských oprávnění a průkazů

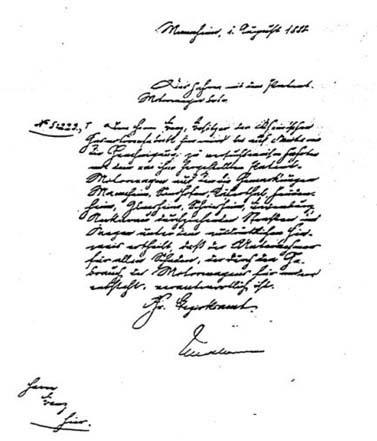
Řidičský průkaz pro motorová vozidla, první na světě, vydaný na vlastní žádost Karlu Benzovi

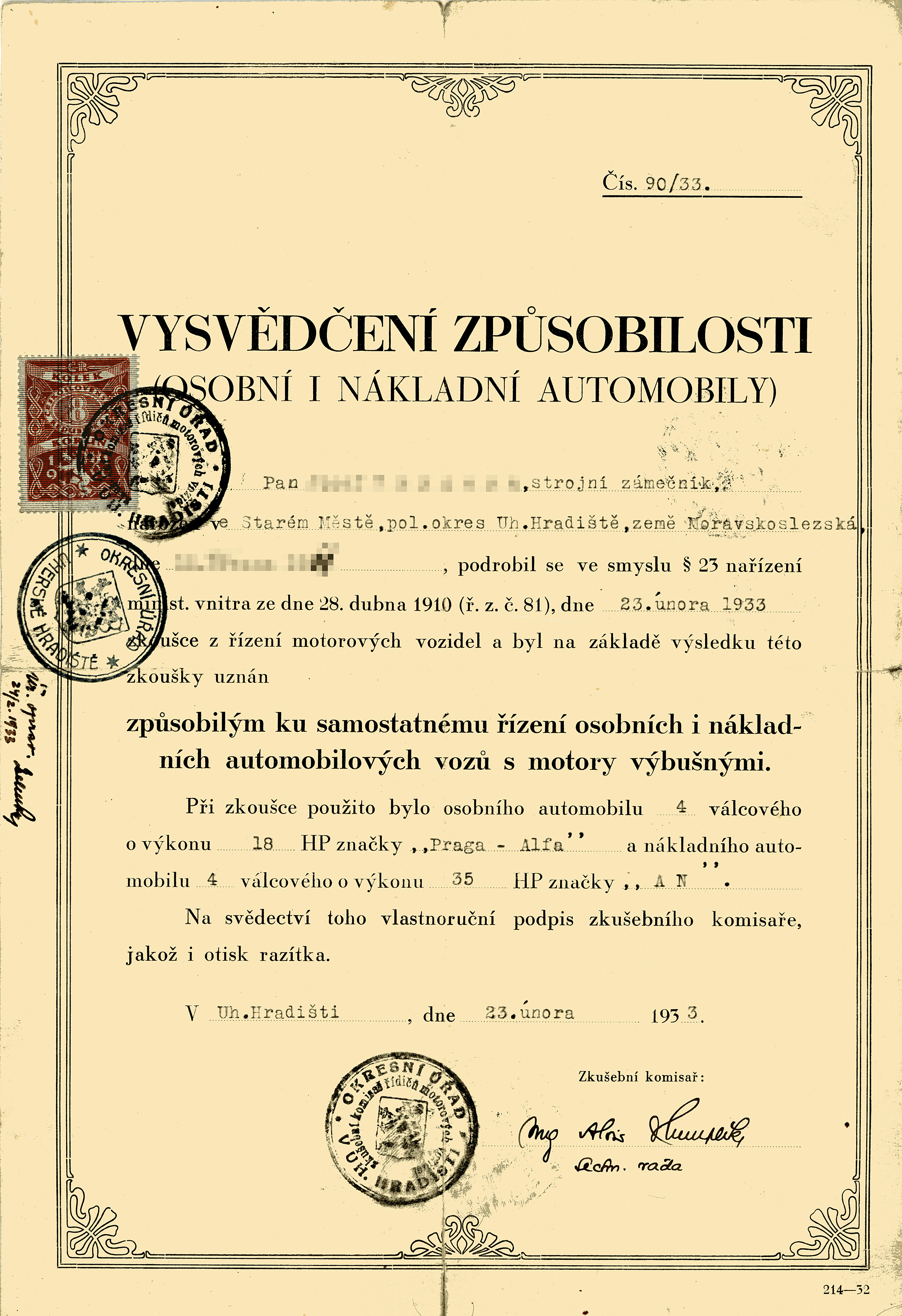
Československé vysvědčení způsobilosti ku samostatnému řízení osobních i nákladních automobilových vozů s motory výbušnými, 1933, vydané okresním úřadem v Uherském Hradišti

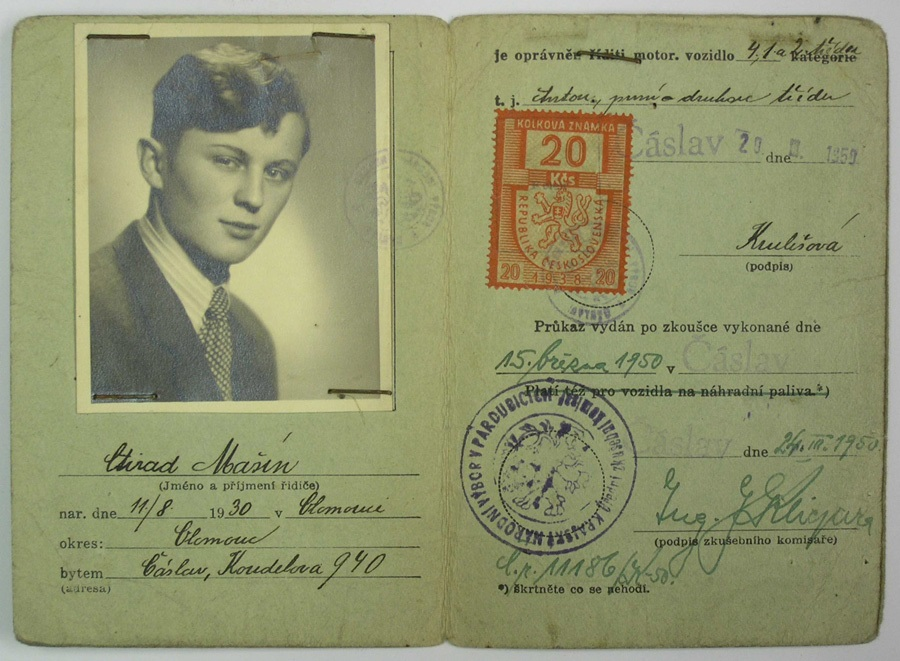
Řidičský průkaz Ctirada Mašína byl vydán v březnu 1950 krajským národním výborem v Pardubicích

První řidičský průkaz byl vydán v roce 1888 vynálezci automobilu Karlu Benzovi. Stížnosti na hluk a zápach od jeho vozu ho donutily, aby zažádal o písemné svolení orgánů města k „provádění zkušebních jízd s vozem Benz Patentmotorwagen“. Povolení bylo platné pouze na území města Mannheimu.
Podle jiného zdroje byl prvním, kdo obdržel povolení pro jízdu na veřejných komunikacích v Paříži označované za „první řidičský průkaz na světě“, byl v červenci 1888 Léon Serpollet.
V 90. letech 19. století jsou doloženy v některých městech (Praha od února 1893, České Budějovice, Vídeň) místní vyhlášky, které stanovily pravidla provozu pro jízdní kola („jízdní řád pro bicykle a tricykle“), podle nichž k řízení jízdního kola byla nutná legitimace osvědčující zaplacení poplatku a vykonání zkoušek a také poznávací značka na jízdním kole. Součástí průkazky byl i text oněch pravidel. Tyto průkazky svým provedením a náležitostmi již zcela připomínaly moderní řidičské průkazy. 
Objevuje se též informace, že první řidičské průkazy, jak je známe dnes, byly zavedeny v roce 1903 v Prusku.[zdroj?] V Předlitavsku byla povinnost jízdných licencí pro samostatné řízení všech jízdných silostrojů jednotně zavedena nařízením z roku 1905, nutnost speciálních povolení lze však předpokládat i podle dosavadních zemských či lokálních předpisů. 
V Čechách se Božkův parní automobil objevil roku 1815, Křižíkův elektromobil roku 1895 a první kopřivnický automobil se spalovacím motorem (vůz Präsident) roku 1897, roku 1900 začala výroba ve Škodových závodech Laurin & Klement, přesto však ještě roku 1900 bylo v celém Rakousku dohromady jen 90 automobilů. Prvním regulačním předpisem bylo nařízení c. k. místodržitelství v království Českém č. 10351 (13/1900 z. z.), kterým se vydávají prozatímní ustanovení o jízdě vozy automobilními a koly motorovými na veřejných silnicích a cestách pro Čechy s výjimkou Prahy – v rámci Rakouska byly Čechy po Dolních Rakousích druhou zemí, kde byl podobný předpis vydán. V roce 1905 byla všechna zemská nařízení nahrazena celorakouským nařízením č. 156/1905 ř. z. ministeria vnitra (bezpečnostní ustanovení policejní pro jízdu automobilů a motorových kol). To v § 21 až 25 stanovilo pro samostatné řízení všech jízdných silostrojů minimální věk 18 let, pro samostatné řízení vícestopých jízdných silostrojů („o více nežli jedné koleji“) stanovil jako podmínku úřední povolení zvané jízdná licence. Podmínkou získání bylo vykonání zkoušky způsobilosti k řízení, v případě vojenských řidičů vysvědčení technického komitétu vojenského. Zkušební komisaře zřizoval a místa zkoušek i zkušební taxu určoval politický úřad zemský. Každý žadatel musel v žádosti uvést, pro který druh nebo druhy jízdných silostrojů chce zkoušku podstoupit. Zkouška měla prokázat znalosti strojních zařízení příslušných jízdných silostrojů potřebných k bezpečnému vedení vozidel. Praktická způsobilost k řízení měla být prokázána i jízdou na zkoušku. O úspěšně vykonané zkoušce se vydávalo vysvědčení. Na základě vysvědčení vydal politický okresní úřad podle místa bydliště jízdnou licenci s fotografií řidiče a s údajem o tom, ku kterému druhu nebo druhům vozidel se vztahuje. 
Cizozemci byli od podmínky držení licence osvobozeni, pokud měli certifikát o své způsobilosti od úřadu státu vzájemnosti šetřícího, v němž platí podobné předpisy, a za podmínky, že jejich pobyt v tuzemsku netrvá déle tří měsíců. Licence měla být politickým okresním úřadem, vztažmo zeměpanským úřadem policejním bydliště majitele licence, odňata, pokud řidič byl odsouzen pro trestný čin proti bezpečnosti života spáchaný při jízdě s jízdným silostrojem nebo byl-li potrestán pro takový přestupek předpisů k jízdě se vztahujícím, které zmenšují jeho spolehlivost jako řidiče. Při odnětí mělo být vyrčeno, zda se licence odnímá navždy anebo jen na určitý čas a zda po uplynutí této doby je třeba k opětovnému vydání licence znovu vykonat zkoušku. Za stejných podmínek mohla být zapovězena jízda v tuzemsku i cizincům, kteří byli osvobozeni od podmínky držení licence. Řidič z jiných, nesmluvních zemí mohl řídit bez tuzemské licence jen po nezbytnou dobu nejvýše 8 dnů a pokud mu to nebylo některým politickým nebo policejním úřadem zakázáno.
11. října 1909 byla přijata mezinárodní Pařížská úmluva a tu Rakousko-Uhersko zohlednilo vydáním výnosu ministerstva vnitra č. 81 z 28. dubna 1910, jímž se vydávají bezpečnostní ustanovení policejní pro jízdu jízdních silostrojů (automobilů, motorových vlaků a motorových kol).
V USA v důsledku nehodovosti a úmrtí na silnicích zavedli zákonodárci povinnost řidičských průkazů od roku 1910.[zdroj?] Jako vzor jim posloužily právě systémy z Evropy.[zdroj?] Dne 1. srpna 1910 v Severní Americe vstoupil v platnost první zákon o řidičském průkazu, a to ve státě New York a pouze pro profesionální řidiče.[zdroj?] V červenci 1913 začal jako první stát New Jersey požadovat, aby všichni řidiči museli složit povinné zkoušky dříve, než obdrží řidičský průkaz.[zdroj?]

## Evropská unie
Řidičská oprávnění jsou udělována pro jednotlivé skupiny vozidel, jejichž označování a vymezení je harmonizováno v rámci Evropské unie a do jisté míry i v dalších zemích na základě vzájemných smluv. Má-li jedna osoba řidičská oprávnění pro více skupin vozidel, všechna oprávnění se vyznačují v jednom řidičském průkazu. Evropská směrnice z roku 2006 ukládá prohloubení kompatiblity národních systémů a zajišťuje sjednocení pravidel pro vydávání i odnímání řidičských oprávnění a průkazů; závazným termínem pro implementaci do národních legislativ je leden 2013.

### Česká republika
Starší řidičské průkazy měly podobu knížek či skládaček, novější podobu zalaminovaných kartiček.
V současné době (roku 2023) jsou v České republice vydávány řidičské průkazy Evropské unie, které mají podobu plastové kartičky o rozměrech 85,5 x 54 mm, na jejíž přední straně jsou osobní údaje držitele (jméno, příjmení, datum a místo narození, místo vydání, rodné číslo držitele, podpis, černobílá fotografie), seznam oprávnění, vlajka Evropské unie a bezpečnostní prvky. Na zadní straně jsou data platnosti jednotlivých dosažených oprávnění a jiné poznámky.
Řidičské oprávnění může být odebráno osobám neplatícím výživné na děti. V tomto případě řidičské oprávnění (a průkaz) nemají být automaticky vráceny po nabytí zletilosti dětí, ale až po splacení dluženého výživného.
Od 1. 1. 2024 řidiči nemusejí při cestách po ČR mít u sebe řidičský průkaz a technický průkaz, oba průkazy však musí mít platné.